# Scapitani
Les Scapitani  sont un ancien peuple antique de Sardaigne.

## Histoire
Décrits par Ptolémée (III, 3), les Scapitani habitaient au Sud des Celsitani et des Corpicenses au Nord des Neapolitani et des Valentini.